# Sina Nossa
Sina Nossa ist eine Fado-Gruppe aus Unna und Dortmund.

## Geschichte
Sina Nossa wurde 2005 um die Sängerin Anabela Ribeiro, einer Tochter portugiesischer Gastarbeiter, und ihren Bruder Armindo, gegründet. Die Gruppe besteht aus fünf Portugiesen, einem Brasilianer und einem Deutschen.
Bei dem Lied Back to Zero, der dritten Singleauskopplung seines Albums MatchPoint (2008), wurde Uwe Ochsenknecht von der Sängerin von Sina Nossa, Anabela Ribeiro, begleitet.

## Stil
Sina Nossa widmet sich dem Fado aus Lissabon, jedoch nur selten seinen klassischen Mustern. Von traditionellen Fadosängern und ihrer Begleitung unterscheidet sie sich als Gruppe mit sehr viel breiterer Instrumentierung und musikalischen Einflüssen, die von Jazz, portugiesischer Folklore und Popmusik, aber auch von brasilianischer Musik und der Musik der Kapverdischen Inseln stammen. Als explizite Fado-Gruppe tituliert sich die Gruppe dabei nur, weil der deutsche Musikmarkt eine Reduzierung auf eine eindeutige Bezeichnung nötig macht. Die Gruppe möchte vielseitige Musik kreieren, ausgehend vom Fado. Der portugiesische Name der Gruppe bedeutet in etwa „Unser Schicksal“ und drückt die Verbundenheit der Gruppe zum Fado aus.

## Diskografie
- 2011: Alforria
- 2007: Enfadoação
- 2020: Concreta Utopia